# Haizhou (Lianyungang)
Haizhou (chinesisch 海州区, Pinyin Hǎizhōu Qū) ist ein Stadtbezirk der bezirksfreien Stadt Lianyungang im Nordosten der chinesischen Provinz Jiangsu. Er hat eine Fläche von 418 km² und zählt ca. 490.000 Einwohner (2014).

## Administrative Gliederung
Im Mai 2014 wurde der Stadtbezirk Xinpu aufgelöst und seine Fläche Haizhou zugeschlagen. Auf Gemeindeebene setzt sich der Stadtbezirk seitdem aus elf Straßenvierteln, fünf Großgemeinden und zwei Gemeinden zusammen.